# MXR Phase 90

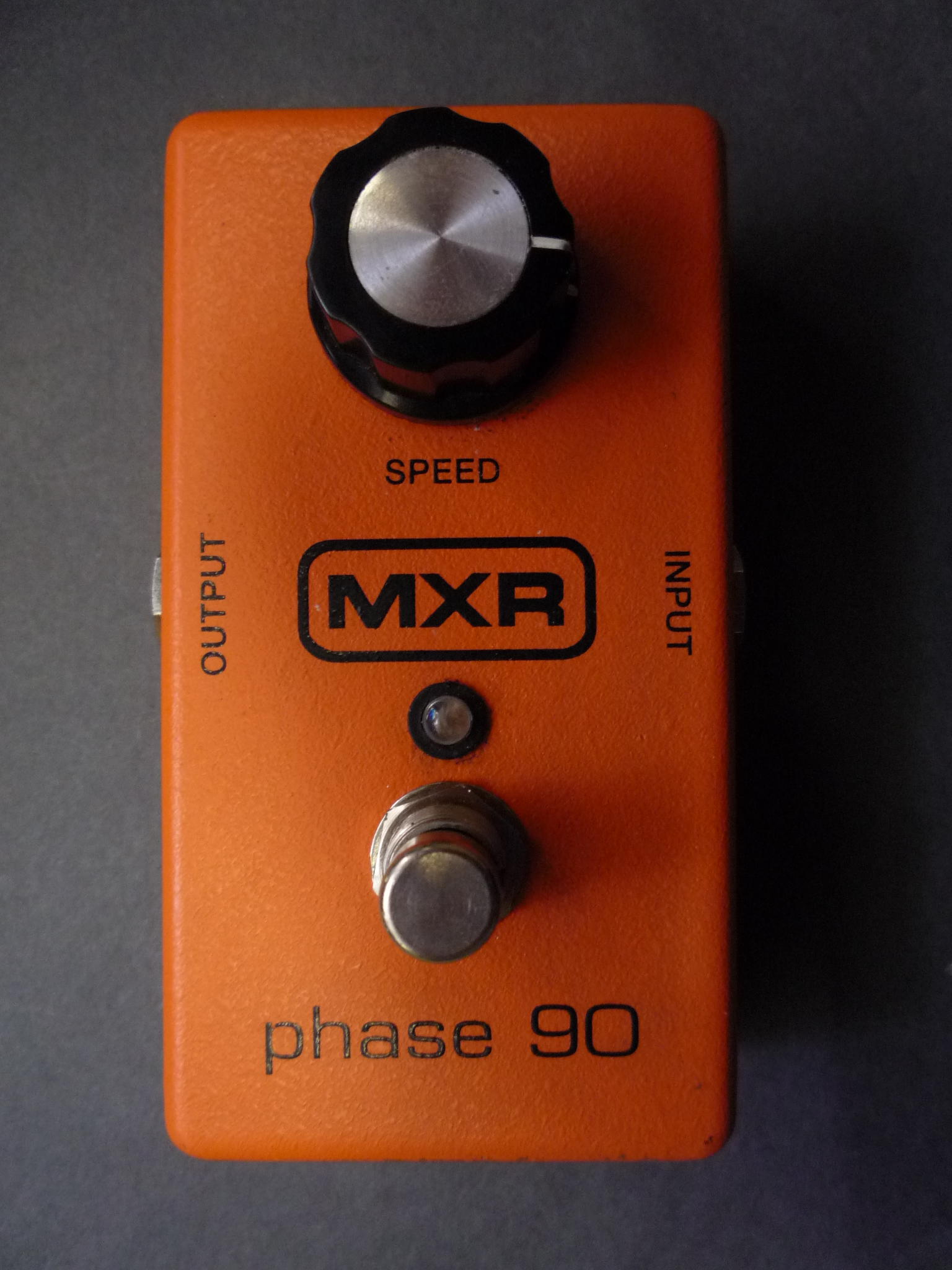
MXR M-101 Phase 90

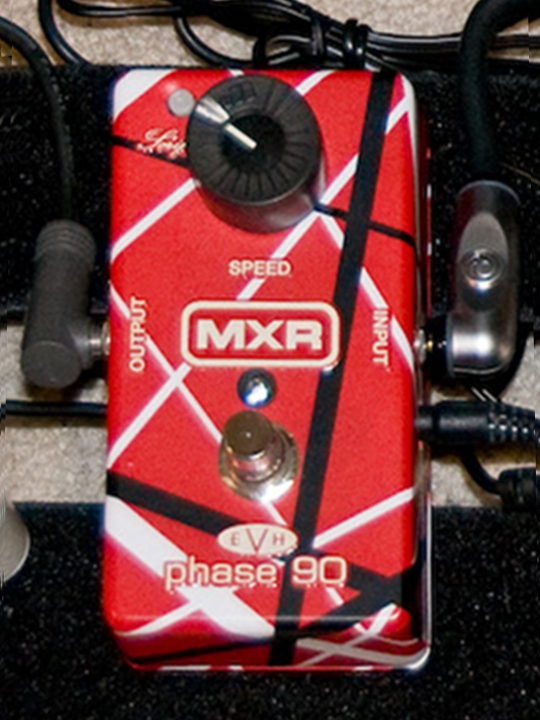
EVH-90 Phase 90

El MXR Phase 90 es un pedal de efecto phaser de 4 etapas, originalmente diseñado en Estados Unidos por la empresa de pedales de efecto MXR en los años 70. Posteriormente, Jim Dunlop ha continuado fabricando el pedal (y distintas variaciones del mismo) hasta el presente.

## Historia
El Phase 90 fue concebido por Keith Barr, miembro fundador de MXR, y lanzado al mercado en 1974. Fue el primer pedal vendido por MXR y ayudó al lanzamiento de la compañía. El original constaba de una simple caja de color anaranjado con el logotipo de la marca en tipografía "script", por lo que han sido llamados script logo. En el año 1977, MXR modificó el circuito y el logotipo del pedal por el actual block logo (que alude al uso de tipografía "sans serif" y que el logotipo de la marca estuviera encerrado en un rectángulo). Hubo un período de transición en el cual algunos pedales script tuvieron circuitos internos block y viceversa. La producción cesó cuando MXR se declaró en bancarrota en 1984.
Cuando Jim Dunlop compró la marca MXR, la producción se reanudó. El modelo fabricado por Dunlop, basado en el block logo tradicional, tuvo diversas mejoras, tales como la adición de un indicador LED para indicar si el pedal estaba encendido y la posibilidad de conectarlo a una fuente de energía externa. Este modelo sería conocido como el M-101 Phase 90 y es el estándar que continúa hasta la actualidad.
Por otro lado, a petición de los músicos quienes han buscado el sonido clásico de los años 70, Dunlop ha fabricado dos reproducciones oficiales de la versión script logo, bajo la serie Custom Shop de MXR:
- El modelo CSP-026 Handwired 1974 Vintage Phase 90, el cual, según la marca, es una copia fiel de los primeros Phase 90 de los años '70. Este modelo no tiene las adiciones modernas como indicador LED y entrada para fuente de poder externa, por lo que sólo se alimenta con una batería de 9V.
- El modelo CSP-101SL Script Phase 90 - LED, el cual sí incluye las mejoras del block logo, como indicador LED de encendido y entrada para fuente de poder externa.

Adicionalmente, Dunlop ha fabricado una serie de modelos que derivan del circuito y diseño básico del Phase 90:
- El modelo signature de Eddie Van Halen (quien es un conocido usuario de este efecto), EVH-90 Phase 90, el cual posee dos modos de sonido: un modo block (por defecto) y un modo script (activado por un botón, al costado del potenciómetro de velocidad). El aspecto visual está basado en la Frankenstrat, la guitarra más popular de Eddie.[5]
- El modelo CSP-001 Variphase, proveniente de la serie Custom Shop, el cual es un Phase 90 operado por pedal de expresión, en una carcasa anaranjada de estilo Dunlop Cry Baby.
- El modelo CSP-099 Phase 99, proveniente de la serie Custom Shop, el cual posee dos circuitos Phase 90 en un solo pedal, con diversas posibilidades de configuración.
- El modelo M-290 Phase 95, el cual incluye tanto el Phase 90 como el Phase 45 en una pequeña caja metálica de formato micro (aún más pequeña que la tradicional), con la posibilidad de seleccionar entre ambos y versiones (script y block) por medio de botones al costado del potenciómetro de velocidad.[6]

La inmensa popularidad que el Phase 90 ha logrado a través de su historia, así como la sencillez de su circuito electrónico (junto a la facilidad de encontrar su diagrama en internet), se ha manifestado también en la presencia de innumerables clones y variaciones realizadas por fabricantes no oficiales, provenientes tanto del mundo Do-It-Yourself (DIY) y del mundo boutique como desde otros fabricantes establecidos, especialmente de países orientales (Joyo, Mooer, Biyang, etc.). Un pedal de notable ejemplo es el Whirlwind Orange Box (fabricado por la actual empresa del cofundador de MXR, Michael Laiacona).

## Descripción
El Phase 90 tradicional está construido en una caja metálica de fundición, de color anaranjado. Su diseño exterior es bastante simple: consta de una entrada Input y una salida Output; un footswitch que activa/desactiva el efecto; y un potenciómetro manual Speed para regular la velocidad (frecuencia) del efecto. La variación de sonido que se escucha (el efecto en sí) es controlada internamente por un oscilador de baja frecuencia (LFO, por sus siglas en inglés).
Debido a diferencias de circuito, el sonido de las versión script es más suave y sutil, mientras que el sonido de las versión block es más acentuado. Las diferencias de sonido radican en la presencia de una resistencia de retroalimentación que posee el circuito de la versión block con el fin de hacer el efecto más preponderante. Algunos usuarios de esta última versión optan por retirar del circuito dicha resistencia para suavizar el efecto y así lograr acercarse al sonido de la versión script. Esta modificación al circuito estándar es popularmente conocida como la "R28 Mod".

## Usuarios notables
El Phase 90 ha sido un pedal de efecto muy popular desde su génesis en los años 70 hasta la actualidad, con participación virtualmente camaleónica en diferentes géneros y estilos musicales: jazz, funk, soul, rock, metal, pop, etc. Algunos de sus usuarios más notables han sido:
- David Gilmour, guitarrista de Pink Floyd: Se puede escuchar en los álbumes Wish You Were Here y The Wall.[8][9]
- Jimmy Page, guitarrista de Led Zeppelin.
- Rory Gallagher, destacado guitarrista irlandés de blues.
- Steve Hackett, guitarrista de la banda de Genesis.
- John Frusciante, guitarrista de Red Hot Chilli Peppers.
- Steve Jones, guitarrista de los Sex Pistols: Utilizado en la canción Anarchy in the U.K.[10]
- Eddie Van Halen, guitarrista de Van Halen: Ocupado en los dos primeros álbumes de la banda, notablemente en el instrumental Eruption.[11]
- Johnny Winter.[12]
- Andrés Calamaro, se lo puede ver usándolo con su guitarra Fender Telecaster en su gira Agenda 1999 del año 2024. Recordando su disco glorioso Honestidad Brutal.